# Tudor Băluță
Tudor Băluță (Craiova, 27 maart 1999) is een Roemeens voetballer, die doorgaans speelt als defensieve middenvelder. Băluță is sedert 2018 Roemeens international.

## Clubcarrière
Băluță volgde zijn jeugdopleiding aan de Gheorghe Popescu Academy en de Gheorghe Hagi Football Academy. In 2015 werd hij opgenomen in het eerste elftal van Viitorul Constanța. Op 2 mei 2016 maakte hij zijn debuut in de Liga 1 toen hij 34 minuten voor tijd Ianis Hagi kwam vervangen. In de toegevoegde tijd gaf hij nog een assist voor Florin Tănase die de 6–1 maakte. In januari 2019 werd hij overgenomen door Brighton & Hove Albion die hem voor het resterende seizoen onmiddellijk weer uitleende aan Viitorul Constanța. In januari 2020 werd hij verhuurd aan ADO Den Haag.

## Clubstatistieken
| Seizoen | Club                   | Competitie     | Competitie | Competitie | Beker | Beker | Internationaal | Internationaal | Totaal | Totaal |
| Seizoen | Club                   | Competitie     | Wed.       | Dlp.       | Wed.  | Dlp.  | Wed.           | Dlp.           | Wed.   | Dlp.   |
| ------- | ---------------------- | -------------- | ---------- | ---------- | ----- | ----- | -------------- | -------------- | ------ | ------ |
| 2015/16 | Viitorul Constanța     | Liga 1         | 2          | 0          | 0     | 0     | –              | –              | 2      | 0      |
| 2016/17 | Viitorul Constanța     | Liga 1         | 0          | 0          | 0     | 0     | –              | –              | 0      | 0      |
| 2017/18 | Viitorul Constanța     | Liga 1         | 24         | 0          | 1     | 0     | 1              | 0              | 26     | 0      |
| 2018/19 | Viitorul Constanța     | Liga 1         | 27         | 2          | 3     | 0     | 4              | 0              | 34     | 2      |
| 2019/20 | Brighton & Hove Albion | Premier League | 0          | 0          | 1     | 0     | –              | –              | 1      | 0      |
| Totaal  | Totaal                 | Totaal         | 53         | 2          | 5     | 0     | 5              | 0              | 63     | 2      |

Bijgewerkt op 7 oktober 2019.

## Interlandcarrière
Băluță is een Roemeens jeugdinternational. Băluță maakte op 31 mei zijn debuut voor het nationaal elftal in de vriendschappelijke wedstrijd tegen Chili. Negentien minuten voor tijd kwam hij Dragoș Nedelcu vervangen. De wedstrijd werd uiteindelijk met 3–2 gewonnen.

## Erelijst
| Competitie         | Aantal             | Jaren              |
| Viitorul Constanța | Viitorul Constanța | Viitorul Constanța |
| ------------------ | ------------------ | ------------------ |
| Liga 1             | 1×                 | 2016/17            |